# Manfred Rulffs
Manfred Rulffs (Kiel, 6 de marzo de 1935-Ratzeburgo, 15 de enero de 2007) fue un deportista alemán que compitió para la RFA en remo.
Participó en los Juegos Olímpicos de Roma 1960, obteniendo una medalla de oro en la prueba de ocho con timonel. Ganó dos medallas de oro en el Campeonato Europeo de Remo, en los años 1958 y 1959.

## Palmarés internacional
| Representando al Equipo Alemán Unificado |                  |                |                    |
| Juegos Olímpicos                         |                  |                |                    |
| Año                                      | Lugar            | Medalla        | Prueba             |
| 1960                                     | Roma (Italia)    | Medalla de oro | Ocho con timonel   |
| Representando a la RFA                   |                  |                |                    |
| Campeonato Europeo                       |                  |                |                    |
| Año                                      | Lugar            | Medalla        | Prueba             |
| 1958                                     | Poznań (Polonia) | Medalla de oro | Cuatro sin timonel |
| 1959                                     | Mâcon (Francia)  | Medalla de oro | Ocho con timonel   |